# 148. vestlige længdekreds
Den 148. vestlige længdekreds (eller 148 grader vestlig længde) er en længdekreds, der ligger 148 grader vest for nulmeridianen. Den løber gennem Ishavet, Nordamerika, Stillehavet, det Sydlige Ishav og Antarktis.